# Ojuel

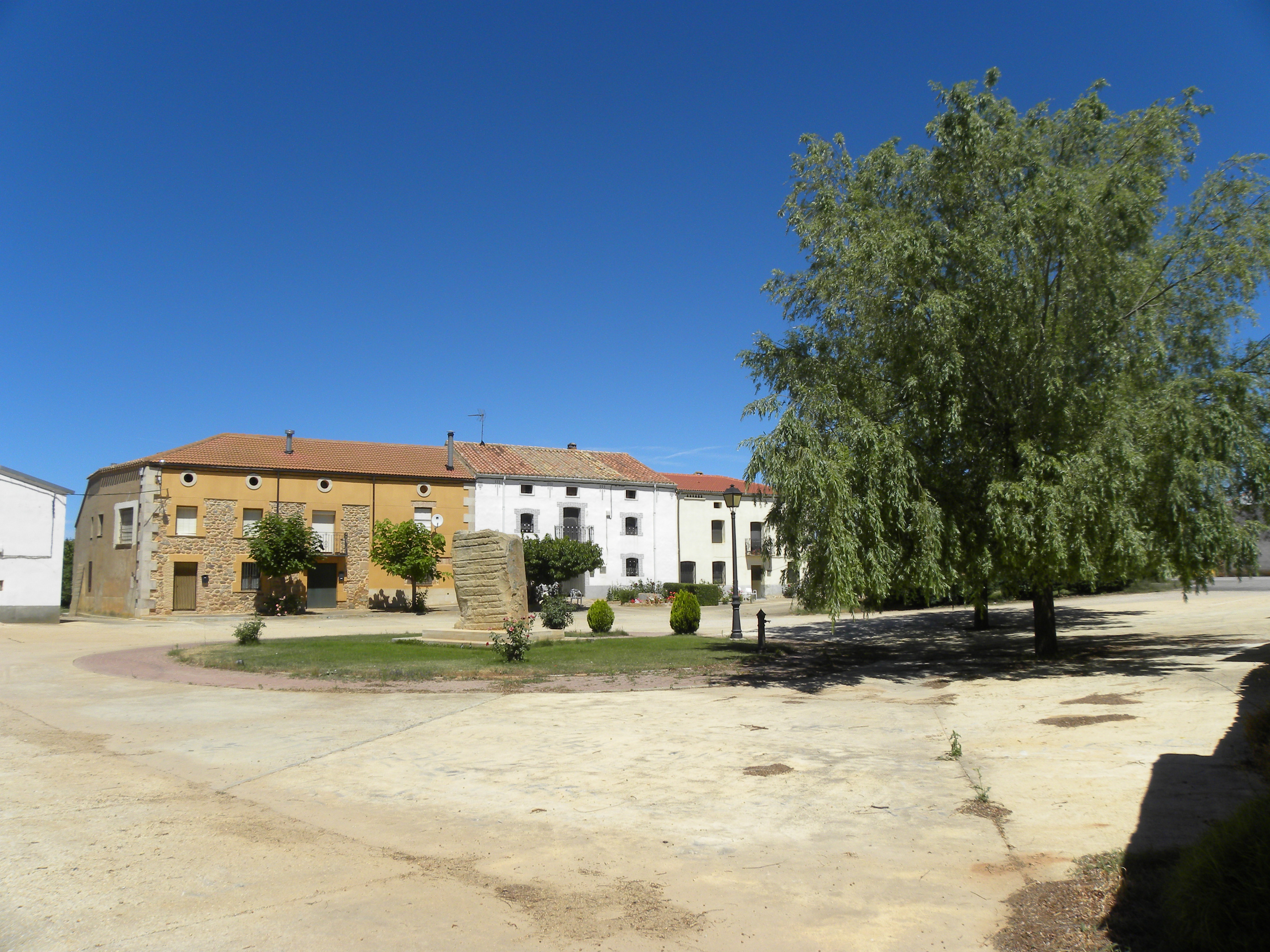

Ojuel es una localidad y también una entidad local menor españolas de la provincia de Soria, partido judicial de Soria, Comunidad Autónoma de Castilla y León, España. Pueblo de la Comarca de Campo de Gómara que pertenece al municipio de Cabrejas del Campo.

## Historia
El censo de Pecheros de 1528, en el que no se contaban eclesiásticos, hidalgos y nobles, registraba la existencia 15 pecheros, es decir unidades familiares que pagaban impuestos. Formaba parte del Sexmo de Arciel.
A la caída del Antiguo Régimen la localidad se constituye en municipio constitucional en la región de Castilla la Vieja que en el censo de 1842 contaba con 11 hogares y 46 vecinos, para posteriormente integrarse en Cabrejas del Campo.

## Demografía
En el año 1981 contaba con 28 habitantes, concentrados en el núcleo principal, pasando a 15 en 2020, 11 varones y 4 mujeres.
| Gráfica de evolución demográfica de Ojuel entre 2000 y 2020                                      |
|                                                                                                  |
| Población de derecho (2000-2020) según los censos de población del INE a 1 de enero de cada año. |

## Personajes ilustres
- Abel Antón, atleta internacional. (1962)